# Lielvārde
Lielvārde (németül: Lennewarden) kisváros Lettországban. A 2009-es közigazgatási reformig Lettország Ogre járásához tartozott.

## Fekvése
Lielvārde Lettország középső részén, Vidzeme régióban helyezkedik el a Daugava jobb partján, Rigától 50 km-re délkeletre.

### Megközelítése
Helyiérdekű gyorsvasút köti össze Rigával, az A6-os autóúton pedig 55 km-re van a fővárostól.

## Története
A Lielvārde közelében található Dievukalns dombon végzett régészeti feltárás alapján ezen a területen a 9-12. század között lívek éltek. A települést Lennewarden néven Henrik Livónia krónikája többször is említi. Várát Albert von Buxthoeven, Riga harmadik püspöke építtette. A vár romjai a város melletti Dievukalns dombon ma is láthatók.
A település a Riga–Daugavpils-vasútvonal megnyitását követően (1861) gyors fejlődésnek indult. Az első világháborúban a település gyakorlatilag elpusztult, de Lettország függetlenné válását követően gyorsan újranépesedett. 1970-ben Lielvārdétől 7 km-re épült fel a szovjet stratégiai bombázok repülőtere. Ez a repülőtér 1994-től a Lett Légierő központi bázisa.

## Gazdaság
Lielvārde nevezetessége az 1948-ban létrehozott mezőgazdasági termelőszövetkezet sörfőzdéje. Itt főzték a Szovjetunió egyik legkeresettebb sörét, a Lāčplēsis-t (magyarul Medveölő). A sörfőzde 2005-ben Dánia második legnagyobb sörgyárának, a Royal Unibrew-nak a tulajdonába került. A dán tulajdonban lévő cég változatlanul gyártja a Lāčplēsis márkájú sört.

## Kultúra, oktatás

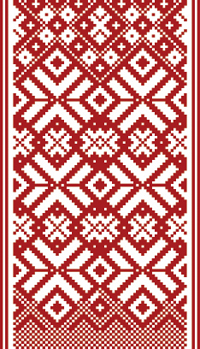
A lielvārdei öv

Lielvārde legjelentősebb kulturális nevezetessége a lielvārdei öv (Lielvārdes josta), ami egy 22 ősi motívumot tartalmazó szőtt öv. A lielvārdei öv motívumai megtalálhatók voltak a lett lat papírpénzein is.

## Látnivalók
- Evangélikus templom
- Lielvārde vára
- Andrejs Pumpurs Múzeum